# Bittacus spatulatus
Bittacus spatulatus är en näbbsländeart som beskrevs av George W. Byers 1996. Bittacus spatulatus ingår i släktet Bittacus och familjen styltsländor. Inga underarter finns listade i Catalogue of Life.